# Bamberg (Carolina do Sul)
Bamberg é uma cidade  localizada no estado norte-americano de Carolina do Sul, no Condado de Bamberg.

## Demografia
Segundo o censo norte-americano de 2000, a sua população era de 3733 habitantes.
Em 2006, foi estimada uma população de 3509, um decréscimo de 224 (-6.0%).

## Geografia
De acordo com o United States Census Bureau tem uma área de
9,1 km², dos quais 9,1 km² cobertos por terra e 0,0 km² cobertos por água. Bamberg localiza-se a aproximadamente 70 m acima do nível do mar.

## Localidades na vizinhança
O diagrama seguinte representa as localidades num raio de 20 km ao redor de Bamberg.